# Зак и секретные материалы
Зак и секретные материалы (англ. The Zack Files, дословно — «Материалы Зака») — канадский подростковый телесериал.

## Персонажи

### Главные
- Закари «Зак» Гринберг (англ. Zachary «Zack» Greenburg) — главный протагонист сериала. Абсолютно нормальный подросток, если не считать того, что он притягивает всё паранормальное. Играет Роберт Кларк[англ.].
- Спенсер «Спенс» Шарп (англ. Spencer «Spence» Sharpe) — лучший друг Зака и хранитель «Секретных материалов Зака», помешанный на паранормальных явлениях и пытающийся получить Нобелевскую премию, доказав существование паранормальности. Играет Джейк Эпштейн.
- Кэмерон «Кэм» Данлеви (англ. Cameron «Cam» Dunleavy) — ещё один друг Зака, который сделает все, чтобы быстро заработать. Играет Майкл Ситер.
- Гвендолин «Гвен» Киллерби (англ. Gwendolyn «Gwen» Killerby)
- Вернон Мэнтоффел (англ. Vernon Mantueffel)

## Серии

### Обзор
| Сезон | Сезон | Серий | Дата выхода в эфир | Дата выхода в эфир |
| Сезон | Сезон | Серий | Дата начала        | Дата завершения    |
| ----- | ----- | ----- | ------------------ | ------------------ |
|       | 1     | 26    | сентябрь 17, 2000  | апрель 2, 2001     |
|       | 2     | 26    | сентябрь 17, 2001  | май 5, 2002        |